# Ritch Winter
Ritch "Ritchie" Winter, född 23 januari 1957, är en kanadensisk jurist och NHLPA–certifierad spelaragent som är en av de mäktigaste i agentyrket inom den nordamerikanska hockeyligan National Hockey League. Winter representerar, via agenturerna The Sports Corporation och 4Sports & Entertainment, bland annat Marián Hossa, Dominik Hašek, Ryan Getzlaf, Ilja Bryzgalov, Braydon Coburn, Alex Tanguay, Cody Hodgson, Mark Giordano och Sven Bärtschi. Under hans karriär har han också representerat legendarer som Gordie Howe, Bobby Orr och Bobby Hull.
Han avlade juristexamen vid University of Calgary samt relaterade juristutbildningar vid Pepperdine University School of Law och UCLA.
Winter var också en av krafterna till att få NHLPA:s dåvarande president Alan Eagleson avsatt efter att det framkom att Eagleson förskingrade stora pengar från spelarnas pensions– och försäkringsfonder och att han inte jobbade för spelarnas bästa utan för ägarnas. Ett exempel var gällande den legendariske backen Bobby Orr som erbjöds en kontraktsförlängning från Boston Bruins och där Eagleson övertygade Orr om att Chicago Blackhawks var den organisation som erbjöd det bästa kontraktet. Det framkom senare att Bruins hade erbjudit Orr ett av dåtiden mest lukrativaste kontrakten någonsin i sportvärlden, där det inkluderade en aktiepost i Bruins som var värd lika mycket som 18% av organisationens dåvarande värde.